# 극장판 오버로드 칠흑의 영웅
《극장판 오버로드 칠흑의 영웅》(일본어: 劇場版 ハイキュー!! ゴミ捨て場の決戦)은 2017년 3월 11일에 개봉한 일본의 판타지, 애니메이션 영화이다.

## 출연진

### 주연
- 히노 사토시 - 모몽가 역
- 하라 유미 - 알베도 역

### 조연
- 우에사카 스미레 - 샬티어 블러드폴렌 역
- 카토 에미리 - 오라 벨라 피오라 역
- 우치야마 유미 - 마레 벨로 피오레 역
- 카토 마사유키 - 데미우르주 역
- 미야케 켄타 - 코키투스 역
- 치바 시게루 - 세바스 톈 역
- 누마쿠라 마나미 - 나베랄 감마 역
- 이가라시 히로미 - 유리 알파 역
- 시로쿠마 히로시
- 코야스 타케히토
- 이치미치 마오
- 와타나베 아케노 - 하무스케 / 숲의 현명한 왕 역
- 무라세 아유무 - 엔피레아 발레아레 역
- 타니 이쿠코 - 리지 발레어 역
- 유우키 아오이 - 클레멘타인 역
- 오키츠 카즈유키 - 피터 모크 역
- 하나에 나츠키 - 루크루트 볼브 역
- 타무라 무츠미 - 닌야 역
- 타케우치 료타 - 다인 우드원더 역